# Science & Environmental Policy Project

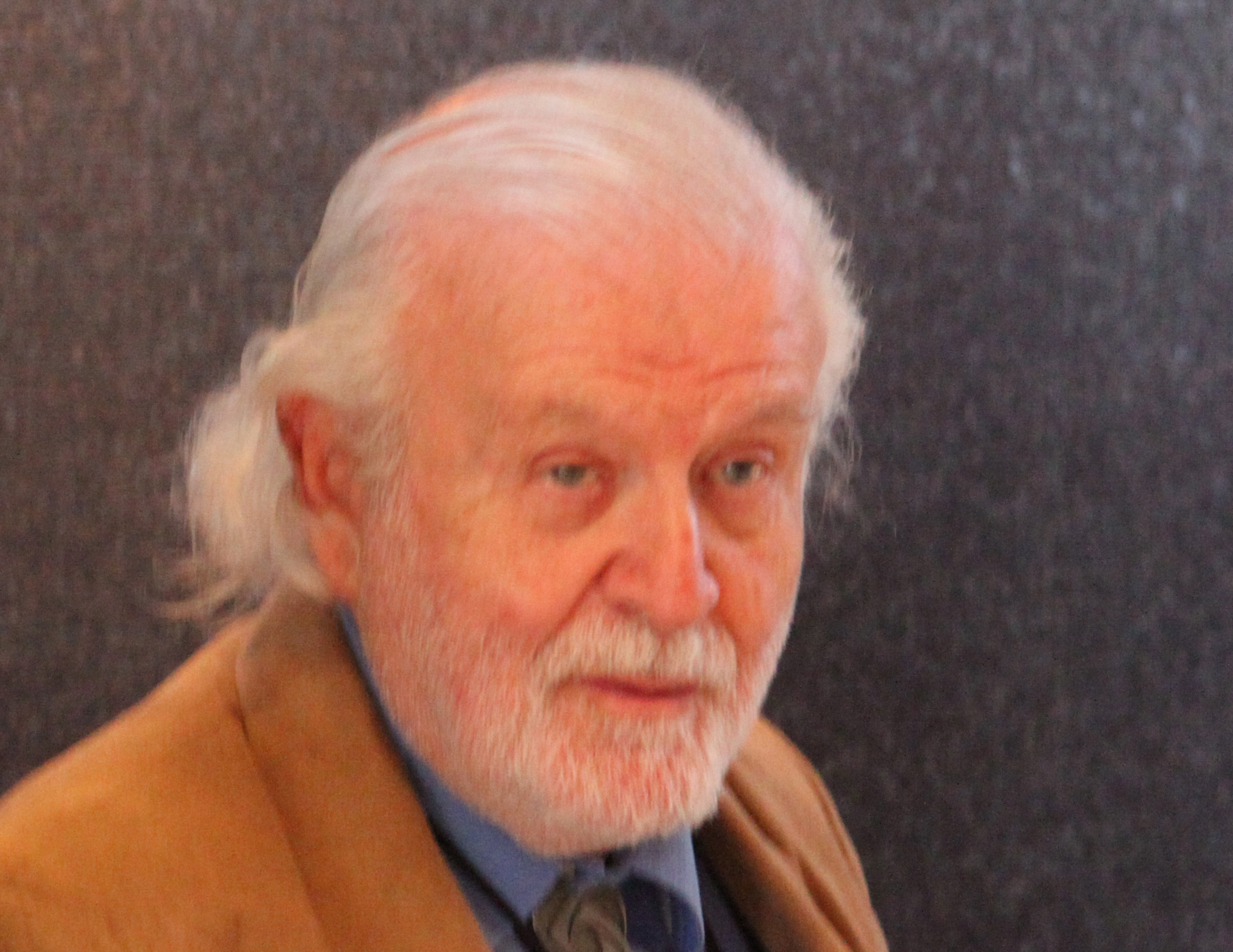
Fred Singer, fondateur du SEPP, à De Bilt (Pays-Bas) en août 2011.

Le Science & Environmental Policy Project (SEPP) est un groupe de défense d'intérêts financé par des contributions privées situé à Arlington, dans l'État de Virginie, aux États-Unis. Il a été fondé en 1990 par le physicien de l'atmosphère Fred Singer.
Le SEPP conteste les opinions scientifiques dominantes sur plusieurs questions scientifiques, notamment le changement climatique, l'appauvrissement de la couche d'ozone et les risques pour la santé du tabagisme passif.
L'ancien président du conseil d'administration du SEPP, Frederick Seitz, est connu pour avoir été président émérite de l'université Rockefeller, et par ailleurs un ancien président de l'Académie nationale des sciences des États-Unis, aujourd'hui décédé,.
En 2019, le SEPP est dirigé par Thomas P. Sheahen, Ph.D. et présidé par Kenneth A. Haapala.

## Les points de vue du SEPP
Selon le SEPP (en 2010) :
- « Les modèles informatiques prévoient une augmentation rapide des températures mondiales, mais les données des satellites météorologiques et des radiosondes ne montrent aucun réchauffement. Néanmoins, ces mêmes modèles informatiques peu fiables sont à la base du traité sur le climat mondial. »
- Lors de la préparation de son rapport de 1995, le groupe d'experts intergouvernemental sur l'évolution du climat (GIEC), soutenu par l'Organisation des Nations Unies, a injustement marginalisé les opinions scientifiques qui ne soutiennent pas la conclusion selon laquelle l'activité humaine est à l'origine du changement climatique.
- L'Agence de protection de l’environnement des États-Unis a promulgué diverses réglementations (concernant par exemple le smog, l'ozone, les toxines environnementales et les particules fines) qui nuisent considérablement à l'économie, avec des avantages environnementaux négligeables.
- Aucune augmentation du rayonnement ultraviolet n'a été démontrée par l'amincissement de la couche d'ozone. L'interdiction des chlorofluorocarbures dans les pays développés est économiquement néfaste et inefficace, car ils sont encore produits dans certains pays en développement.
- En général, la science a été utilisée à mauvais escient pour promouvoir des points de vue « politiquement corrects », et les mécanismes de financement de la science contribuent à un biais systémique.
- Les ressources naturelles sont mieux gérées par des mécanismes de libre marché dans le contexte de droits de propriété clairement établis.
- Le programme spatial américain devrait se concentrer sur l'exploration habitée de Mars (par opposition aux problèmes sans pilote ou à l'exploration habitée de l'orbite terrestre basse), avec la Lune comme tremplin.
- Les efforts pour protéger la Terre des impacts d'astéroïdes ont été négligés.

Le SEPP est l'auteur de la « déclaration de Leipzig », basée sur les conclusions d'une conférence tenue en novembre 1995 à Leipzig, en Allemagne, que le SEPP a organisée avec une organisation dénommée « Académie européenne des affaires environnementales ».

## Réfutations
Les détracteurs du SEPP offrent les réfutations suivantes à ses affirmations :
- L'enregistrement satellite montre que le réchauffement est en cours. À la mi-2007, la hausse se situe entre 0,14 et 0,184 degré Celsius par décennie, selon l'enregistrement satellite utilisé (cf. la page sur les mesures de température par satellite).
- Les modèles climatiques informatiques ont prédit avec précision les tendances de la température du XXe siècle.
- Des preuves scientifiques indiquent que le réchauffement climatique récent est causé par l'activité humaine.
- L'interdiction des chlorofluorocarbures n'a causé aucun préjudice économique substantiel et a été efficace. Des augmentations des UV de surface sont déduites (cf. la page sur la destruction de la couche d'ozone).
- Des données scientifiques primaires ont été recueillies à Punta Arenas, au Chili, à l'aide d'un spectrophotomètre Brewer, et « ces résultats indiquent qu'au moment où la destruction de la couche d'ozone dans l'Antarctique a lieu, une augmentation du rayonnement UV-B atteignant la surface de la Terre a affecté le continent américain à des latitudes environ parallèles à 50° S. »
- En réponse aux recherches de la NASA, l'agence spatiale américaine, confirmant que 2010 était jusqu’alors l'année la plus chaude jamais enregistrée, James Hansen, physicien, climatologue et directeur de l'Institut Goddard d'études spatiales de la NASA, a déclaré : « si la tendance au réchauffement se poursuit, comme prévu, si les gaz à effet de serre continuent d'augmenter, le record de 2010 ne tiendra plus longtemps[7]. »

## Groupe d'experts international non-gouvernemental sur l'évolution du climat (NIPCC)
En 2008, le SEPP a achevé l'organisation du groupe d'experts international non-gouvernemental sur l'évolution du climat (en anglais Nongovernmental International Panel on Climate Change, NIPCC), constituant l'aboutissement d'un processus ayant commencé en 2003. Le NIPCC se qualifie lui-même de « coalition internationale de scientifiques réunis pour fournir un examen indépendant des preuves disponibles sur les causes et les conséquences du changement climatique dans la littérature publiée et évaluée par des pairs − examinée sans parti pris ni sélectivité. »
Le NIPCC a rédigé un rapport, intitulé Nature, Not Human Activity Rules the Climate: Summary for Policymakers of the Report of the Nongovernment International Panel of Climate Change, qui a été publié en février-mars 2008 par l'Institut Heartland. Singer en a été le rédacteur en chef et en détient par ailleurs les droits d'auteur.
Des climatologues anonymes de la NASA ainsi que des universités de Stanford et de Princeton, contactés par ABC News, ont rejeté ce rapport, le décrivant comme « un non-sens fabriqué. » En réponse, Singer s'est opposé à l'article d'ABC News, le qualifiant de « démonstration épouvantable de parti pris, d'injustice, de mauvaise conduite journalistique et de rupture des normes éthiques » qui utilisait « un langage préjudiciable, des faits déformés, des insinuations diffamatoires et des diffamations anonymes. »